# Korektivna leća
Korektivne leće nose se ispred oka, te se većinom koriste za liječenje miopije, hiperopije, astigmatizma i prezbiopije. Naočale nose se na licu, na maloj udaljenosti ispred oka. Kontaktne leće nose se direktno na površini oka. Intraokularne leće su kirurški implantati najčešće nakon uklanjanja katarakte.  Miopija (kratkovidnost) liječi se divergentnim lećama, dok hiperopija (dalekovidnost) konvergentnim lećama.

## Propisivanje korektivnih leća
Korektivne leće propisuje okulist. Recept se sastoji od svih specifikacija potrebnih da bi se izradila leća. Jakost leće se propisuje u četvrtinama dioptrija, prvenstveno jer većina ljudi ne zamjećuje manja povećanja (1/8).

## Komponente sferocilindrične korekcije

### Sfero komponenta
Konvergentne leće su pozitivne (npr.+ 4,00 D) i kondenziraju svjetlost za korekciju dalekovidnosti, ili da omoguće pacijentu ugodnije čitanje (vidi prezbiopija). Divergentne leće su negativne (npr. -3,75 D) I raspršuju svjetlost kod kratkovidnosti (miopije). Ako nije potrebna ni divergencija ni konvergencija, u recept se upisuje “plano” da bi se označila moć konvergencije nula.

### Cilindrična komponenta
Ako pacijent ima astigmatizam, potrebne su mu dvije korekcije refrakcijske moći leće u dvije ravnine (horizontalnoj i vertikalnoj). To se specificira tako da se opiše koliko se cilindar razlikuje od sferične moći. 

### Komponenta osi
Os definira lokaciju sferične i cilindrične moći. Sfera je gotovo uvijek 90 supnjeva od cilindra. (to je u regularnom astigmatizmu koji je daleko najčešći, za razliku od iregularnog gdje je razlika veća od 90). Vertikala je 90-ti meridijan, a horizontala je nulti i 180-ti meridijan. Os je meridijan 90 stupnjeva od cilindrične moći. Za lakše shvaćanje, zamislite limenku pića ili neki drugi cilindričan objekt. Primijetite kako je krivina 90 stupnjeva od osi. 

### Primjer recepta
Dakle, recept -1.00 +0.25 x 180 opisuje leću koja ima horizontalnu moć -1.00 D i vertikalnu moć -0.75.

### Ostalo
Single vision lenses ispravljaju vid samo na blizinu ili daljinu. Pacijenti s prezbiopijom ili drugim poremećajima akomodacije često pogoduje korekcija na blizinu i daljinu.

### Leće u slobodnoj prodaji
U nekim slučajevima, blaga dalekovidnost može se liječiti s običnim povećavajućim lećama ili naočalama za čitanje koje se mogu kupiti bez recepta. Povećala čine sliku objekta većom tako da bi se lakše vidjela. Over the counter readers su sferične korektivne leće varirajuće snage. (najčešće +1.00D to +4.00D).
Ovakvo liječenje nije prilagođeno specifičnim potrebama pacijenata. Razlika u refraktornim pogreškama ili prisustvo astigmatizma neće biti uzeta u obzir. Uporaba neodgovarajućih leća neće pomoći ili čak može pogoršati binokularne vidne poremećaje. Kupovne naočale za čitanje neće djelovati u pacijenata sa značajnim refrakternim pogreškama. Oftalmolozi su kvalificirani da odrede specifične korektivne leće koje će omogućiti najčišći I najefektniji vid. Oni mogu savjetovati pacijente o kupovnim naočalama.

## Tipovi leća
- Single vision - Single vision leće imaju isti korekciju po cijeloj površini leće.
- Bifokalne - Kod bifokalnih leća imamo dva segmenta odvojena linijom. Gornji dio koristi se za vid na daljinu dok se donji koristi za vid na blizinu. Kod osoba s miopijom, jedan dio leće ima jaču divergentu moć dok drugi dio leće ima slabiju za rad na blizinu. Također u osoba s hiperopijom jedan dio ima određenu konvergentnu moć dok drugi dio ima slabiju također za rad na blizinu.
- Trifokalne - Trifokalne leće slične su bifokalnim uz dodan još jedan segment u sredini. Taj segment služi za gledanje na srednjoj udaljenosti, npr. računalo. Ovaj tip leća ima dvije segmetalne linije koje odvajaju tri segmenta.
- Progresivne - Progresivne ili varifocalne leće omogućuju gladak prijelaz između gledanja na daljinu I blizinu, bez segmentalnih linija i jednostavnim gledanjem središnje udaljenosti.
- Prilagodljivi fokus - Prilagodljivi ili varijabilni fokus dinamično prilagođava fokalnu duljinu omogućavajući tako bistar vid na bilo koju udaljenost, koristan je u liječenju gubitka akomodacije oka.
- Asferične leće - Asferične leće su tipično dizajnirane da budu tanje, i da manje iskrivljuju pacijentove oči davajući bolji estetski izgled.
- Plano - Neki ljudi s prirodno dobrim vidom žele nositi naočale kao stilski dodatak ili žele promijeniti izgled očiju neobičnim lećama. Za te ljude nepotrebna je ikakva korekcija, stoga tu govorimo o plano lećama.

## Optička kvaliteta

### Abbeov broj
Od svih svojstava pojedinih materijala leće, jedna koja se najbliže odnosi na njegove optičke performanse je njegova disperzija, koja je određena Abbeovim brojem. Niži Abbeov broj rezultira prisutnošću kromatske aberacije (npr., u boji resice iznad/ispod ili lijevo/desno od visokog kontrastnog objekta), osobito u većim veličinama leće i jačim diptrijama (± 4D ili veći).  
Općenito, niži Abbe brojevi su svojstva srednjeg i većeg indeksa leće koje se ne mogu izbjeći, bez obzira na materijale koji su upotrebljeni. Abbe broj za materijal u određenom indeksu refrakternosti obično je naveden kao Abbe vrijednost.  
U praksi, promjena od 30 do 32 Abbea neće imati praktički primjetnu korist, ali promjena od 30-47 bi mogla biti korisna za korisnike s jakom dioptrijom koji pomiču njihove oči i pogled izvan osi optičkog centra leće. Imajte na umu da neki korisnici ne primijete boju resice izravno već samo opisuju „zamućenje izvan osi“. Visoke Abbeove vrijednosti, od (VD ≤ 45) proizvode kromatske aberacije koje mogu biti prihvatljive kod korisnika s lećama veće od 40 mm u promjeru, a posebno koje su više od ± 4D. Na ± 8D čak i stakla (VD ≤ 58) stvaraju kromatsku aberaciju koju korisnik može primijetiti. Kromatska aberacija je neovisna od sferičnog, asferičnog ili atoričnog izgleda leće. 
Abbeov broj oka je neovisan o važnosti Abbeovog broja korektivnih leća, jer ljudsko oko:  
- pomiče se da zadrži vizualnu os blizu svoje akromatske osi, koja je u potpunosti slobodna od raspršivanja (tj., da vidi disperziju mora se koncentrirati na točke koje su na periferiji vida, gdje je vizualna jasnoća prilično slaba)
- vrlo je neosjetljivo, osobito za boje na periferiji (tj., točke na mrežnici koje su udaljene od akromatske osi i na taj način ne padaju na foveu, gdje su koncentrirane stanice odgovorne za viđenje boja - čunjići)

Nasuprot tome, oči se kreću za gledanje kroz razne dijelove korektivnih leća, jer kao da pomiču svoj pogled, od kojih neki mogu biti i nekoliko centimetara od optičkog centra. Dakle, unatoč disperzivnim svojstvima oka, disperzija korektivnih leća se ne mogu odbaciti. Osobe koje su osjetljive na učinke kromatske aberacije, ili koji imaju jaku dioptriju, ili koji često gledaju izvan optičkog centara leće, odnosno koji preferiraju korektivne leće većih veličina, mogu utjecati na kromatske aberacije.  
Za smanjivanje kromatske aberacije: 
- Pokušajte koristiti najmanje veličine vertikalnih površina leće koje su udobne. Općenito, kromatske aberacije su vidljive kako se zjenica pomiče okomito ispod optičkog centra leće (npr., čitanje ili gledanje dok se stoji ili hoda). Imajte na umu da će manja vertikalna veličina leće rezultirati većim vertikalnim pomicanjem glave osobito u obavljanju aktivnosti koje uključuju kratke i srednje udaljenosti gledanja, što bi moglo dovesti do povećanja naprezanja vrata, posebice u zanimanjima koja uključuju široka vertikalna područja gledanja.
- Ograničite izbor materijala leće na najvišu Abbeovu vrijednost prihvatljive debljine. Najstariji iskorišten osnovni materijal leće također ima najbolje optičke karakteristike, na štetu debljine korektivnih leća (tj., kozmetike). Noviji materijali su usmjereni na poboljšanje kozmetike i povećanje sigurnosti, na štetu optičke kvalitete. Sve leće prodane u SAD-u prolaze FDA ball-drop test, a ovisno o potrebnom indeksu čini se da trenutno imaju 'najbolje u klasi' Abbe vs Index (Nd): Staklo (2x težine plastike) ili CR-39 (2 mm vs 1,5 mm debljine karakteristični na novijim materijalima) 58@1.5, Sola Spectralite (47@1.53), Sola Finalite (43@1.6), i Hoya Eyry (36@1.7). Za utjecaj otpora sigurnosti, staklo se nudi u raznim indeksima na visokim Abbe brojevima, ali je još uvijek 2x težine plastičnih masa. Polikarbonat (VD = 30-32) jako je disperzivan, ali ima odličan otpor loma. Trivex (VD = 43@1.53), je također teško prodati kao alternativu polikarbonatu, za pojedince koji ne trebaju polikarbonatni indeks. Trivex je također jedan od najsvjetlijih dostupnih materijala.
- Koristite kontaktne leće umjesto naočala. Kontaktna leća leži direktno na površini rožnice i kreće se sinkrono sa svim pokretima očiju. Stoga kontaktne leće su uvijek direktno usklađene na centar zjenice i tu nema odstupanje izvan-osi između zjenice i optičkih središta leća.

## Refrakcijske greške (-D korekcije za kratkovidost)
Refrakcijska greška je promjena u optičkoj jakosti leće dok oko gleda kroz razne točke na području leće. Općenito, to je najmanje prisutno na optičkom centru i pogoršava se dok osoba gleda prema rubovima leća. Stvarni iznos refrakcijske greške vrlo je ovisan o snazi dioptrije, kao i o sferičnom obliku leće ili o optimalno asferičnoj formi koja je upotrijebljena u proizvodnji leće. Općenito, najbolji sferični oblik leće pokušava zadržati krivulje oka između 4 i 7 D. 

## Učinci astigmatizma
Dok oko usmjerava pogled od gledanja kroz optičko središte korektivne leće, povećava se vrijednost lentikularnog astigmatizma. U sferičnoj leći, pogotovo onoj sa snažnom korekcijom, čija osnovna krivulja nije u najboljem sferičnom obliku, tako povećanje može značajno utjecati na jasnoću vida u periferiji. 

## Smanjivanje refrakcijske greške i lentikularnog astigmatizma
Kao što refrakcijska greška raste, čak i optimalno formirane leće će imati distorziju koju će korisnici primijetiti. To posebno pogađa osobe koje koriste područja izvan-osi njihovih leća kod vizualno zahtjevnih poslova. Za pojedince osjetljive na pogreške leća, najbolji način da se eliminiraju inducirane aberacije leće je korištenje kontaktnih leća. Kontaktne leće eliminiraju sve te aberacije leće kako se kreću s okom. 
Blokiranje kontaktnih leća, dobro dizajnirana leća nema mnogo parametara kojim se može zamijeniti za poboljšanje vida. Indeks ima malo utjecaja na pogreške. Imajte na umu da se često, kromatske aberacije doživljavaju kao "mutan vid“ u periferiji leće dajući dojam refrakcijske greške, iako je to zaista zbog miješanja boja. Kromatske aberacije mogu se poboljšati korištenjem materijala s poboljšanim Abbe brojem. Najbolji način borbe protiv refrakcijske greške uzrokovane lećom je ograničiti izbor korektivne leće na jednu koja je najboljeg sfernog oblika. Izgled leće određuje najbolje oblik krivulje pomoću sferne Oswaltove krivulje na Tscherning elipsi. Ovaj izgled daje najbolje postignutu optičku kvalitetu, a najmanje osjetljivosti na prianjanje leće. Ravnija osnova-krivulja negdje je odabrana zbog kozmetičkih razloga. Asferični ili atorični izgled može smanjiti pogreške uzrokovane korištenjem suboptimalne ravne osnovne-krivulje. Oni ne mogu nadmašiti optičku kvalitetu sfernog oblika najbolje leće, ali može smanjiti pogreške izazvane korištenjem ravnije u odnosu na optimalnu osnovnu krivulju. Poboljšanje u ravnanju se najbolje vidi za jake dalekovidne leće. Visoka miopija (-6D) može vidjeti blagu kozmetičku korist s većim lećama. Male dioptrije neće imati zamjetnu korist (-2D). Čak i pri visokim dioptrijama, kratkovidna osoba s malim lećama ne može vidjeti nikakvu razliku, jer neke asferične leće imaju sferično formirano centralno područje za poboljšanje vida.
U praksi, laboratoriji imaju namjeru za proizvodnju pregotove i gotove leće u grupama od uskog raspona snage za smanjenje inventara. Jakost leće koja se nalazi u rasponu dioptrija svake grupe dijele osnovne krivulje. Na primjer, od -4.00D korekcije na -4.50D mogu biti grupirane i prisiljene da dijele iste karakteristike osnovne krivulje, ali je sferni oblik najbolji za -4.25D. U tom slučaju će pogreška biti neprimjetna ljudskom oku. Međutim, neki proizvođači mogu dodatno smanjiti cijene inventara i skupine nad većim rasponom koji će rezultirati vidljivom greškom za neke korisnike u rasponu koji također koristi područje izvan-osi njihove leće. Osim toga neki proizvođači mogu prema rubu malo izravnati krivulje. Iako, ako se samo malo izravna,  to može biti zanemarivo kozmetički i optički. Te optičke degradacije, zbog grupiranja u osnovne-krivulje, također se primjenjuju na asferične leće, dok su njihovi oblici namjerno spljošteni, a zatim asferizirani kako bi se smanjila pogreška za prosječnu grupu osnovne krivulje.

## Težina leće i kozmetika

### Smanjenje debljine leće
Imajte na umu da najveća kozmetička poboljšanja na debljini leće (i masi), imala su od odabira okvira koji drži fizički male leće. Zakrivljenost na prednjoj i stražnjoj strani leće idealno su formirani specifičnim radijus kugle. Taj radijus određuje proizvođač leće uzimajući u obzir veličinu dioptrije i kozmetiku. Odabir manje leće značit će da manja površina kugle predstavlja površinu leće, što znači da će leća imati tanji rub (miopija) ili centar (Dalekovidnost). 
Iznimno debele leće za kratkovidne osobe mogu se zakositi kako bi se smanjilo širenje vrlo debelog ruba. Debele kratkovidne leće inače nisu postavljene u okvir naočala, jer su tanke naočale suprotnost protiv debelih leća, jer se njegova debljina čini očitija. 
Indeks može poboljšati tankoću leće, ali u trenutku neće se više realizirati poboljšanja. Na primjer, ako su indeks i veličina leća odabrana s centra do ruba razlikom debljine od 1 mm onda mijenjanje indeksa može samo poboljšati po djelić ove debljine. Ovo je također istinito s asferičnim izgledom leće. 
Minimalna debljina leće može se mijenjati. FDA ball drop testovima određuju se minimalne debljine materijala. Staklo ili CR-39 zahtijeva 2,0 mm, ali neki noviji materijali zahtijevaju samo 1,5 mm, pa čak i minimalne debljine od 1,0 mm. 

### Težina leće
Gustoća materijala obično se povećava kako se smanjuje debljina leća povećanjem indeksa. Tu je, također, minimalna debljina leća potrebna za podršku oblika leća. Ovi čimbenici rezultiraju tanjom lećom koja nije lakša od originala. Postoje materijali leća s manjom gustoćom pri većem indeksu što može rezultirati doista lakšom lećom. Ovi materijali mogu se naći u tablici svojstava materijala. Smanjenje veličine okvira leće će dati najviše primjetan napredak u težini za dan materijal. 

### Izobličenje lica i socijalna stigma
Naočale za visoke dioptrije kratkovidnih ili dalekovidnih osoba, uzrokuju vidljivo izobličenje njihova lica, kako ga vide drugi ljudi, u prividnoj veličini očiju i crta lica viđenih kroz naočale. 
- Za ekstremne kratkovidnosti, oči se čine male i potopljene u lice, a strane lubanje se mogu vidjeti kroz leću. To daje izgled da nosioc leća ima vrlo veliku ili debelu glavu u kontrastu sa svojim očima.
- Za ekstremne dalekovidnost oči se čine vrlo velike na licu, čineći glavu nositelja premalom.

Situacija može rezultirati socijalnom stigmom za djecu i odrasle, zbog očite neprivlačnosti i ružnoće nositelja uzrokovane ovim iskrivljenjem lica. To može dovesti do niskog samopoštovanja nositelja naočala i dovesti do poteškoća u stvaranju prijateljstva i razvijanju odnosa. 
Osobe s vrlo visokom refrakcijskom greškom koje nose korektivne leće mogu imati koristi od kontaktnih leća jer su ova izobličenja smanjena i njihov izgled lica drugima je normalan. Asferični / atorični dizajn naočala, također može pod određenim kutom, smanjiti smanjenje i uveličavanje oka za promatrače.
|  | Molimo pročitajte upozorenje o korištenju medicinskih informacija. Ne provodite liječenje bez savjetovanja s liječnikom! |